# Monovanadato di sodio
Il monovanadato di sodio (o metavanadato di sodio) è il sale di sodio dell'acido vanadico.
A temperatura ambiente si presenta come un solido giallo chiaro inodore. È un composto tossico, irritante.